# Manettia microphylla
Manettia microphylla är en måreväxtart som beskrevs av David H. Lorence och John Duncan Dwyer. Manettia microphylla ingår i släktet Manettia och familjen måreväxter. Inga underarter finns listade i Catalogue of Life.